# Al-Nasawí
Al-Nasawí (àrab: أبو الحسن علي بن أحمد النسوي)  (Nasa, c. 1010 - Bagdad, c. 1075), de nom complet Abu Al-Hassan Ali bin Ahmed Al-Nasawi, va ser un matemàtic persa del segle xi.

## Vida
Res es coneix de la seva vida. El personatge fou conegut el 1863 quan l'orientalista Franz Woepcke va descobrir i editar un manuscrit seu (Leiden, Ms 1021) titulat Al‐muqniʿ fī al‐ḥisāb al‐hindī (Tractat d'aritmètica índia). En la introducció explica que el va escriure en persa per a l'emir Majd-ad-Dawla però que en morir aquest el 1029, el va refer en àrab pel califa bagdadí Jalal-ad-Dawla. En la introducció d'un altre llibre, diu que va estar a l'exèrcit, al servei dels reis o ensinistrant aus de presa durant seixanta anys. Probablement va ser deixeble de Kushyar ibn Labban.

## Obra
En Al-muqni tracta els nombres, les fraccions i les arrels quadrades en sistema decimal, com ja havien fet els indis com Sridhara en el seu Patiganita. És particularment interessant el tractament de les arrels quadrades que resulta molt més simple que amb el sistema sexagesimal que utilitzaven els perses.
S'han conservat altres obres d'an-Nassawí:
- Al-ishbā͑, sobre el teorema de Menelau[5]
- Tajrīd Uqlīdis, una versió abreviada dels Elements d'Euclides[6]
- Risāla fī maʿrifat at‐taqwīm wa‐l‐asṭurlāb, un tractat sobre l'almanac i l'astrolabi